# Sân bay Yao
Sân bayYao Airport (八尾空港 Yao Kūkō) (ICAO: RJOY) là một sân bay cho hàng không tổng hợp ở Yao, tỉnh Osaka, Nhật Bản. Đây cũng là một căn cứ của Đội tự vệ.
Nhiều hãng hàng không nhỏ cung cấp dịch vụ thuê bao và bay ngắm cảnh từ sân bay Yao, trong đó có hãng Asahi Airlines và Hankyu Airlines.
Yao là sân bay cấp 2 Nhật Bản duy nhất không có dịch vụ bay theo lịch trình.